# جو كينيدي (سياسي)
جو كينيدي (بالإنجليزية: Joe Kennedy)‏ هو محاسب وسياسي أمريكي، ولد في 8 أكتوبر 1930 في كلاكستون في الولايات المتحدة، وتوفي بنفس المكان في 19 يناير 1997. حزبياً، نشط في الحزب الديمقراطي.